# SHeDAISY
SHeDAISY – amerykański zespół grający muzykę country założony przez trzy siostry: Kassidy, Kelsi i Kristyn Osborn. Śpiewanie rozpoczęły w młodym wieku w ich rodzinnym mieście Magna, w Utah. Są także członkami Kościoła Jezusa Chrystusa Świętych w Dniach Ostatnich.

## Dyskografia
- The Whole SHeBANG (1999)
- Knock On The Sky (2002)
- Sweet Right Here (2004)
- Fortuneteller's Melody (2006)